# Square Up
Square Up è il secondo EP del girl group sudcoreano Blackpink, pubblicato il 15 giugno 2018 dalla YG Entertainment.

## Antefatti

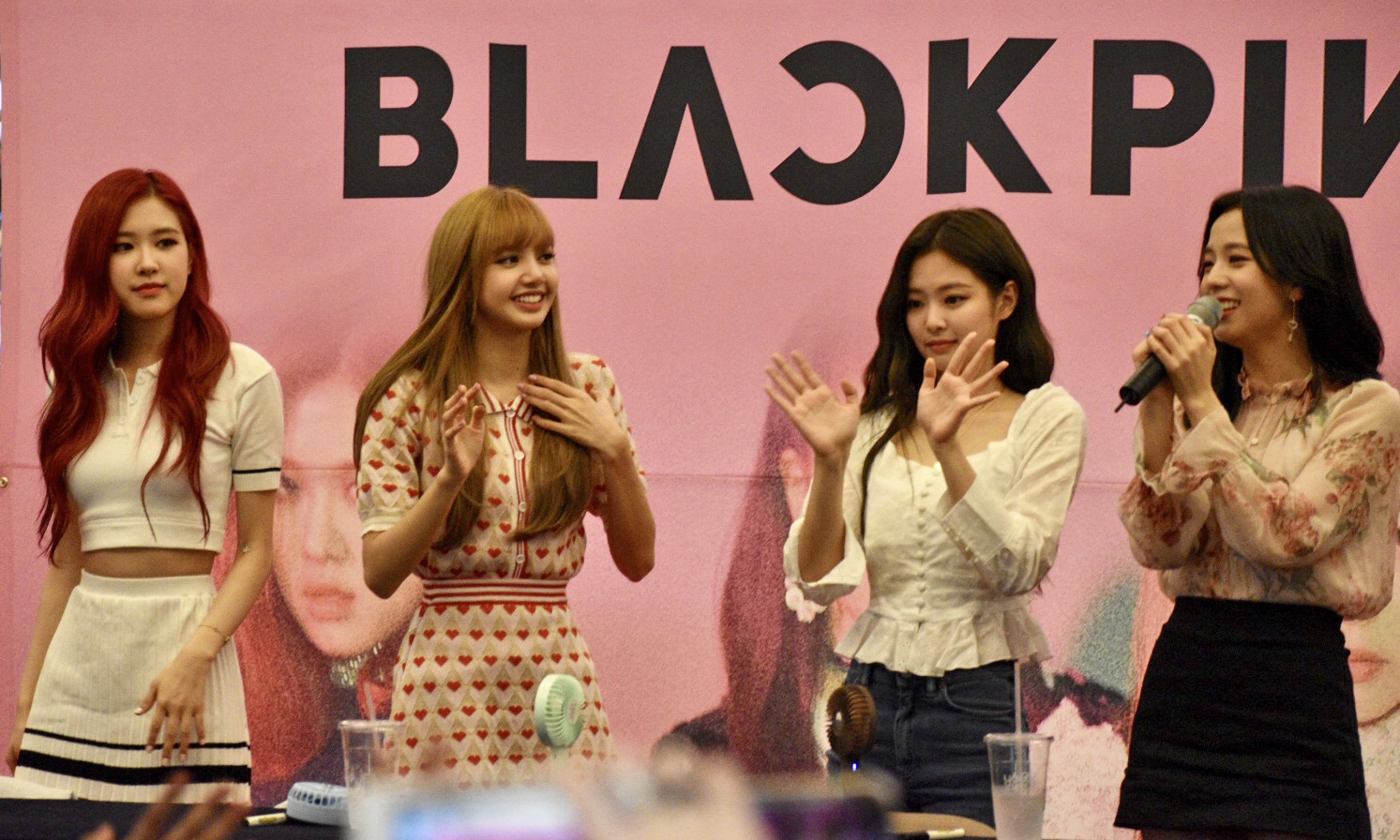
Le Blackpink ad un firmacopie per Square Up a Bundang il 24 giugno 2018

Dopo alcuni messaggi sui social network a proposito di un ritorno sulle scene delle Blackpink, il 25 maggio 2018 il fondatore della YG Entertainment Yang Hyun-suk confermò che sarebbe uscito un EP al 15 giugno, insieme al video musicale del brano Ddu-Du Ddu-Du. Il pomeriggio dello stesso giorno, le Blackpink tennero una conferenza stampa al M-CUBE di Sinsa-dong, Seul, e un'ora prima della pubblicazione del disco fu trasmesso un live speciale con il conto alla rovescia sull'applicazione V Live, con il gruppo che parlava del disco e della nuova musica. La trasmissione raccolse oltre 850 000 spettatori.

## Promozione
Il 16 giugno, fu aperto un negozio a tempo chiamato "Blackpink Area" nello stesso luogo in cui era stato girato Blackpink House; durò 9 giorni. Il 23 giugno il gruppo apparve come ospite al programma Idol Room di JTBC per pubblicizzare il disco; le promozioni continuarono ai principali show musicali, iniziando da Show! Eum-ak jungsim il 16 giugno e da Inkigayo il 17 giugno con le esibizioni sia della title track Ddu-Du Ddu-Du che di sottotitoli Forever Young. Il 15 luglio, il gruppo terminò le promozioni per Ddu-Du Ddu-Du e iniziò quelle di Forever Young come secondo apripista dell'EP. Si esibirono in televisione per sette settimane, con l'ultima apparizione durante la puntata di Inkigayo del 5 agosto.
Il 17 agosto 2018, è stato aperto un altro negozio a tempo simile al Blackpink Area, alla BOK Gallery, Takeshita Street a Harajuku, in Giappone, che è stato reso disponibile al pubblico dal 22 al 26 agosto.

## Accoglienza
La rivista Billboard ha posizionato Square Up come il 20º miglior album K-pop del 2018, descrivendolo come «una testimonianza della loro dedizione alla musica dance influenzata dall'hip-hop che trasudava confidenza, un senso di oppressione e un senso di eleganza irresistibile». Refinery29 invece ha posizionato il disco all'8ª posizione dei migliori album K-pop del 2018, dicendo che «brilla con una sfacciata firma delle Blackpink e spavalderia senza sforzo, saziando allo stesso tempo i fan che stanno aspettando di più».

## Riconoscimenti
Ai Melon Music Award del 2018 il disco è stato candidato nella categoria Album dell'anno.

### Riconoscimenti di fine anno
- 8º — Refinery29[19]
- 20º — Billboard[18]

## Tracce
1. Ddu-Du Ddu-Du (뚜두뚜두?) – 3:29 (Teddy, 24, R. Tee, Bekuh Boom)
2. Forever Young – 3:57 (Teddy, Future Bounce)
3. Really – 3:17 (Teddy, Danny Chung, Choice37)
4. See U Later – 3:18 (Teddy, R. Tee, 24)

Traccia bonus della versione fisica
1. As If It's Your Last (마지막처럼?, Majimak cheoreomLR) – 3:33 (Teddy, Brother Su, Choice37, Future Bounce, Lydia Paek)

## Formazione
- Jisoo – voce
- Jennie – voce
- Rosé – voce
- Lisa – voce

## Successo commerciale
Square Up ha debuttato in vetta alla Gaon Album Chart sudcoreana. L'EP ha esordito 1º nella classifica giapponese Oricon Weekly Digital Albums con 3 915 download; nella Billboard 200 statunitense ha debuttato alla 40ª posizione con 14 000 unità, ed è arrivato 1º nella Billboard World Albums.

## Classifiche

### Classifiche settimanali
| Classifica (2018) | Posizione massima |
| ----------------- | ----------------- |
| Austria           | 26                |
| Canada            | 21                |
| Corea del Sud     | 1                 |
| Francia           | 125               |
| Giappone          | 11                |
| Stati Uniti       | 40                |
| Svizzera          | 24                |
| Ungheria          | 28                |

### Classifiche di fine anno
| Classifica (2018) | Posizione |
| ----------------- | --------- |
| Corea del Sud     | 21        |
| Classifica (2019) | Posizione |
| Corea del Sud     | 89        |

## Date di pubblicazione
| Paese         | Data           | Formato                          | Eticietta        |
| ------------- | -------------- | -------------------------------- | ---------------- |
| Corea del Sud | 20 giugno 2018 | CD, download digitale, streaming | YG Entertainment |
| Mondo         | 15 giugno 2018 | download digitale, streaming     | YG Entertainment |
| Giappone      | 22 giugno 2018 | CD                               | YG Entertainment |